# 月川輝重
月川 輝重（つきかわ てるしげ、生没年不詳）は江戸時代の京都の浮世絵師。

## 来歴
菱川清春の門人。京都の人。作画期は天保期で、天保4年（1833年）刊行の滑稽本『変宅諭』（山月庵主人作、菱川清春画）において清春像の挿絵を描き、「清春門生十二童月川輝重筆」と署名するといわれる。